# عصام الرومي
عصام سالم عبدالوهاب الرومي رئيس ديوان المحاسبة الكويتي منذ (12 مارس 2024 - حتى الآن).

## السيرة الذاتية
ولد عصام سالم عبدالوهاب الرومي في الكويت ، وتخرج من جامعة الكويت وحصل بعدها على درجة البكالوريوس في المحاسبة ، وقد عمل في بداية حياته العملية في شؤون الميزانية العامة بوزارة المالية حتى عام 1999 قبل أن ينتقل للعمل في ديوان المحاسبة الكويتي، ليشغل منصب مدير بقطاع الرقابة على الوزارات والإدارات الحكومية ، ثم مراقب في قطاع الرقابة على الوزارات والإدارات الحكومية، ومن قبلها مدقق في نفس القطاع ، وتدرج في المناصب داخل ديوان المحاسبة حتى وصل لمنصب الوكيل المساعد لقطاع الرقابة على الوزارات والإدارات الحكومية من 2020 حتى توليه منصب رئيس ديوان المحاسبة الكويتي في 12 مارس 2024 ، كما أنه عضو جمعية المحاسبين والمراجعين الكويتية.